# لوک آیکینز
لوک آیکینز (انگلیسی: Luke Aikins؛ زادهٔ ۲۱ نوامبر ۱۹۷۳) یک بدل‌کار، چترباز، و خلبان اهل آمریکایی‌ها است. وی از سال ۱۹۸۵ میلادی تاکنون مشغول فعالیت بوده‌است.
او در ۳۰ ژوئیه ۲۰۱۶ برای اولین بار رکورد مرتفع‌ترین پرش بدون چتر در جهان را به نام خود ثبت کند، او پرشی موفقیت‌آمیز از ارتفاع بیش از ۷۵۰۰ متری داشت، زمان این سقوط آزاد حدود ۲ دقیقه ثبت شده‌است و ایکینز در نهایت روی توری مربع شکلی فرود آمد که در فاصله ۶۰ متری از سطح زمین نصب شده بود.
آیکینز که آموزش چتربازی حرفه‌ای دیده و خود اکنون استاد چتربازی است پرش از ارتفاع را از سن ۱۲ سالگی آغاز کرده و بدلکار فیلم‌های اکشن از جمله مرد آهنین ۳ بوده‌است.